# Palaiargia
Palaiargia es un género de libélulas (Odonata) de la familia Coenagrionidae.

## Especies
Palaiargia incluye 20 especies:
- Palaiargia alcedo Lieftinck, 1949
- Palaiargia asses Lieftinck, 1957
- Palaiargia carnifex Lieftinck, 1932
- Palaiargia ceyx Lieftinck, 1949
- Palaiargia charmosyna Lieftinck, 1932
- Palaiargia eclecta Lieftinck, 1949
- Palaiargia eos Lieftinck, 1938
- Palaiargia ernstmayri Lieftinck, 1972
- Palaiargia halcyon Lieftinck, 1938
- Palaiargia humida Forster, 1903
- Palaiargia melidora Lieftinck, 1953
- Palaiargia micropsitta Lieftinck, 1957
- Palaiargia myzomela Lieftinck, 1957
- Palaiargia nasiterna Lieftinck, 1938
- Palaiargia obiensis Lieftinck, 1957
- Palaiargia optata (Hagen en Selys, 1865)
- Palaiargia perimecosoma Lieftinck, 1957
- Palaiargia rubropunctata (Selys, 1878)
- Palaiargia stellata (Ris, 1915)
- Palaiargia tanysiptera Lieftinck, 1953